# Bryconaethiops quinquesquamae
Bryconaethiops quinquesquamae är en fiskart som beskrevs av Guy G. Teugels och Thys van den Audenaerde, 1990. Bryconaethiops quinquesquamae ingår i släktet Bryconaethiops och familjen Alestidae. IUCN kategoriserar arten globalt som livskraftig. Inga underarter finns listade.